# Hans Thimme
Hans Thimme (* 6. Juni 1909 in Fallersleben; † 1. April 2006 in Münster) war ein deutscher evangelischer Theologe. Er war als Präses der Geistliche Leiter der Evangelischen Kirche von Westfalen in Bielefeld.

## Leben und Wirken
Hans Thimme wurde als Sohn des Pfarrers und späteren Professors Wilhelm Thimme und Guste Capelle geboren und besuchte das Gymnasium in Soest, wo er zu Ostern 1927 das Abitur bestand. Anschließend studierte er an den Universitäten München, Berlin, Marburg und Münster (Westfalen) Theologie. In Münster absolvierte er zu Ostern 1932 das Erste und zu Ostern 1934 das Zweite Theologische Examen, wobei er am 1. März 1933 das Lizentiat der Theologie erwarb.
Im Anschluss an das Lehrvikariat in Derne ging er für ein Jahr an das Theologische Seminar in Princeton (USA).
Hans Thimme wurde am 7. August 1933 Hilfsprediger in Rödgen und am 1. Mai 1934 Präsidialvikar in Oeynhausen. Seine Ordination zum Geistlichen Amt fand am 21. Oktober 1934 statt.
Nach der anschließenden fünfjährigen Tätigkeit als Gemeindepfarrer in Spenge hatte Thimme bis 1945 Kriegsdienst zu leisten. Als Ephorus des Predigerseminars in Brackwede bei Bielefeld (später Soest) nahm er 1947 den Dienst in der Kirche wieder auf, im Jahre 1949 wurde er gleichzeitig nebenamtliches Mitglied der Kirchenleitung der Westfälischen Landeskirche. 1957 trat er das Amt eines Oberkirchenrates im Landeskirchenamt in Bielefeld an und wurde drei Jahre später dort theologischer Vizepräsident.
Im Jahre 1969 wurde er – in der Nachfolge von Ernst Wilm – zum Präses der Evangelischen Kirche von Westfalen gewählt und wurde damit Leitender Geistlicher dieser Landeskirche. Bis zu seinem Eintritt in den Ruhestand am 30. Juni 1977 übte er dieses Amt aus und übergab es dann an Heinrich Reiß.
Hans Thimme war in seinem theologischen Denken und kirchlichen Engagement geprägt durch die Zeit des Kirchenkampfes während der Zeit des Nationalsozialismus. „Theologe bin ich im Kirchenkampf geworden“, sagte er später. Als Begleiter von Karl Koch nahm er 1934 an der Barmer Bekenntnissynode teil. Als Präses setzte er sich besonders für eine missionarische Kirche ein, die ihren Öffentlichkeitsauftrag und ihre Weltverantwortung ernst nimmt.
Thimme war seit dem 15. November 1935 mit Gertrud Ruhfus, Verlagsbuchhändlerstochter in Dortmund, verheiratet.

## Weitere Ämter
Thimme übernahm 1955 den Vorsitz der Arbeitsgemeinschaft Missionarische Dienste, den er über seinen Ruhestand hinaus innehatte. Von 1954 bis 1968 leitete er einen Arbeitsbereich für die Zusammenarbeit von Mann und Frau in Kirche, Familie und Gesellschaft beim Ökumenischen Rat der Kirchen, anschließend dessen Kommission für Zwischenkirchliche Hilfe, Flüchtlings- und Weltdienst. 1972 wurde er Ratsvorsitzender der Evangelischen Kirche der Union (Bereich West). Er gehörte von 1973 bis 1979 dem Rat der Evangelischen Kirche in Deutschland (EKD) an und war zeitweise Vorsitzender der Kammer der EKD für Kirchlichen Entwicklungsdienst. Als Ruheständler übernahm er 1977 den Vorsitz des Gemeinschaftswerkes der Evangelischen Publizistik.
Er gehörte auch zum Kreis der Sprecher der ARD-Sendung Das Wort zum Sonntag.

## Ehrungen
Die Evangelisch-Theologische Fakultät der Universität Münster verlieh Hans Thimme am 5. Mai 1962 die Ehrendoktorwürde. Im Jahre 1977 erhielt er das Große Bundesverdienstkreuz mit Stern.

## Schriften
- Christi Bedeutung für Luthers Glauben, unter Zugrundelegung der Römerbrief-, des Hebräerbrief-, des Galaterbriefkommentars von 1531 und der Disputationen, Bertelsheim, Gütersloh 1933, DNB 57667432X, (Dissertation, XI, 167 Seiten, 8).
- Die Bedeutung der Rechtfertigung für die evangelische Unterweisung, 1957.
- Botschaft und Dienst des Christen in der andersgewordenen Welt, 1957.
- Der Gemeinde dienen. Predigten, Vorträge, Aufsätze, 1977.
- Präses D. Koch und die Anfänge der Bekennenden Kirche in Bad Oeynhausen. In: Beiträge zur Kirchengeschichte des 19. und 20. Jahrhunderts – Erweckungsbewegung und Kirchenkampf (Beiträge zur Heimatkunde der Städte Löhne und Bad Oeynhausen, Heft 12), Löhne 1987, S. 104–122.
- Die westfälische Bruderschaft der Hilfsprediger und Vikare im Kirchenkampf 1933–1945. In: Jahrbuch für Westfälische Kirchengeschichte 85 (1991), S. 287–346.